# Груэл
Груэл (англ. Gruel) — жидкая каша в европейской кухне из какой-либо крупы (молотый овёс, пшеница, рожь или рис), заваренной или сваренной в воде или молоке. Это более жидкая версия каши, известной как porridge, которую можно скорее пить (хлебать), чем есть. Русский аналог — размазня.
Исторически каша, называемая груэл, была основным продуктом питания на Западе, особенно для крестьян. Груэл готовили из проса, конопли, ячменя, а в трудные времена — из каштановой муки или даже из менее горьких желудей некоторых дубов. Груэл исторически ассоциировалась с кормлением больных и недавно отнятых от груди детей. В азиатских странах похожим блюдом является каша из риса конджи.
Термин «груэл» также является разговорным выражением для любой водянистой пищи неизвестного характера, например, горохового супа. Груэл часто ассоциировалась с бедностью, с негативными ассоциациями, связанными с этим термином в популярной культуре, как в романах Чарльза Диккенса «Оливер Твист» и «Рождественская песнь в прозе».

## Этимология
Оксфордский словарь английского языка дает этимологию среднеанглийского gruel от одного и того же слова на старофранцузском языке, оба они происходят от источника на поздней латыни: grutellum, уменьшительное, возможно, от старофранкского grūt, в основе современного grout. В современном голландском языке слово «grutten» во множественном числе по-прежнему относится к очищенному от шелухи крупному молотому зерну, а традиционное блюдо на основе перловой крупы и ежевики называется watergruwel.
Древнескандинавское слово grautr, означающее «зерно грубого помола», дало название исландскому grautur, фарерскому greytur, норвежскому grøt (новонорвежский graut), датскому grød, а также шведскому и эльфдальскому gröt, все из которых означают кашу.
Немецкое «Grießmehl», молотое зерно, и голландское «griesmeel» являются родственными английским grist (крупа) и mill (мельница).